# Godøysund
Godøysund est un village de Norvège dans le comté de Vestland.